# Vladislav Nevednichy
Vladislav Nevednichy (nascut el 3 de setembre de 1969) és un jugador d'escacs romanès d'origen moldau, que té el títol de Gran Mestre des de 1992.
A la llista d'Elo de la FIDE del març de 2022, hi tenia un Elo de 2498 punts, cosa que en feia el jugador número 9 (en actiu) de Romania. El seu màxim Elo va ser de 2604 punts, a la llista de desembre de 2013 (posició 226 al rànquing mundial).

## Resultats destacats en competició
Ha estat campió de Romania dos cops, el 2008 i el 2012. Va prendre part al Campionat del món de 2000, però fou eliminat en segona ronda per Jeroen Piket.
El 2003 va empatar als llocs 1r-2n amb Kaido Külaots a Paks i empatà al primer lloc amb Constantin Lupulescu a Timişoara 2006.

### Participació en competicions per equips
Va jugar, representant Moldàvia a la 30 olimpíada a Manila 1992 i representant Romania a les olimpíades d'escacs de 1994, 1996, 1998, 2002, 2004 i 2006.